# I Want It That Way
«I Want It That Way» (en español: «Lo quiero de esa manera») es una canción y sencillo realizado por Backstreet Boys de su tercer álbum de estudio titulado Millenium. La canción fue una de los más grandes hits de 1999. Alcanzó el lugar #1 en más de 25 países, estuvo 23 semanas seguidas en las listas del United World Chart Singles, convirtiéndose en la canción más exitosa de una boy band.

## Éxito popular
El sencillo rompió récord por ser la más tocada en estaciones de radio en su primera semana con 165. Alcanzó el lugar #1 en Billboard Adult Contemporary Charts, lugar que conservó durante 14 semanas. En el Billboard Top 40 Mainstream Chart, impuso un récord de más semanas en el #1. El sencillo no alcanzó a llegar al #1 en el Billboard Hot 100, entrando en #6. La canción fue honrada con 3 nominaciones al Grammy, incluyendo el de "Canción del año".
La canción debutó en #1 en la lista de sencillos en el Reino Unido. "I Want It That Way" hizo historia en las listas de Holanda siendo el primer sencillo en debutar en #1 en el Top 40, sin haber estado antes en el "Tip Parade". La canción también entró en las listas en #1 en Italia, España, Canadá, Austria, Suiza y Alemania. Además de posicionarse #1 durante 4 semanas en el United World Chart Singles.
Fue votada #3 en la lista de VH1 "100 Greatest Songs of the '90s" en diciembre de 2007, #10 en la lista de MTV/Rolling Stone "100 Greatest Pop Songs Of All Time" en 2000. Se incluyó en el #16 en la lista "500 Greatest Songs Since You Were Born" de la revista Blender y #61 en la lista de VH1 "100 Greatest Songs Of The Past 25 Years" en junio de 2003. Fue votada #1 en la lista "Top 99 Of 99 Special" de MTV. En 2002 el crítico Robert Christgau lo nombró el mejor segundo mejor sencillo de los años noventa.

## Video musical
El vídeo musical, dirigido por Wayne Isham, se rodó en el Aeropuerto Internacional de Los Ángeles (LAX) los días 1 y 2 de abril de 1999, y se estrenó en el programa TRL de MTV el 5 de mayo de 1999. La terminal internacional Tom Bradley se ve en numerosas tomas y también aparece mientras la banda canta y baila el estribillo. En el estribillo final, cuando el grupo se dispone a subir a su avión, un Boeing 727, es recibido por una multitud de fans que gritan portando pancartas y flores. Las escenas del avión y las escenas finales, en las que aparecen los fans, se rodaron en uno de los hangares del aeropuerto de Los Ángeles. Además, aparece un Delta Air Lines L-1011 cuando Howie D. canta la cuarta estrofa. El video alcanzó #35 en "Muchmusic's 100 Best Videos."

## Lista de canciones
- UK

CD1
1. «I Want It That Way» (Radio Versión) - 3:34
2. «My Heart Stays With You» - 3:37
3. «I'll Be There for You» - 4:43

CD2
1. «I Want It That Way» (Álbum Versión)
2. «I Want It That Way» (David Morales Club Version)
3. «I Want It That Way» (The Wunder Dub)
4. «I Want It That Way» (Jazzy Jim Vocal Mix)

## Posicionamiento en listas
| Listas (1999)                               | Mejor posición |
| ------------------------------------------- | -------------- |
| Alemania (Offizielle Deutsche Charts)       | 1              |
| Australia (ARIA)                            | 2              |
| Austria (Ö3 Austria Top 40)                 | 1              |
| Bélgica (Flandes) (Ultratip Bubbling Under) | 4              |
| Bélgica (Valonia) (Ultratop 50)             | 7              |
| Canadá (RPM)                                | 2              |
| Dinamarca (Tracklisten)                     | 1              |
| Europa (European Hot 100)                   | 1              |
| Finlandia (OFC)                             | 4              |
| Francia (SNEP)                              | 20             |
| España (Top 100 Canciones)                  | 1              |
| Estados Unidos (Billboard Hot 100)          | 6              |
| Estados Unidos (Billboard Hot 100 Airplay)  | 1              |
| Estados Unidos (Adult Contemporary)         | 1              |
| Estados Unidos (Adult Top 40)               | 11             |
| Estados Unidos (Mainstream Top 40)          | 1              |
| Estados Unidos (Rhythmic Songs)             | 5              |
| Estados Unidos (Top 40 Tracks)              | 1              |
| Irlanda (IRMA)                              | 3              |
| Italia (FIMI)                               | 1              |
| Países Bajos (Mega Single Top 100)          | 1              |
| Nueva Zelanda (Recorded Music NZ)           | 1              |
| Noruega (VG-lista)                          | 1              |
| Reino Unido (UK Singles Chart)              | 1              |
| Suiza (Schweizer Hitparade)                 | 2              |
| Suecia (Sverigetopplistan)                  | 1              |

| Predecesor: "We're Going to Ibiza" de Vengaboys   | Dutch Top 40 — Sencillo N.º 1 8 de mayo de 1999 — 29 de mayo de 1999               | Sucesor: "Best Friend" de Toy-Box              |
| Predecesor: "Swear It Again" de Westlife          | UK Singles Chart — Sencillo N.º 1 9 de mayo de 1999 — 19 de mayo de 1999           | Sucesor: "You Needed Me" de Boyzone            |
| Predecesor: "Look at Me" de Geri Halliwell        | RIANZ — Sencillo N.º 1 6 de junio de 1999                                          | Sucesor: "Livin' la Vida Loca" de Ricky Martin |
| Predecesor: "Salomé" de Chayanne                  | Listas musicales de España — Sencillo N.º 1 8 de mayo de 1999 — 29 de mayo de 1999 | Sucesor: "Bailamos" de Enrique Iglesias        |
| Predecesor: "Livin' la Vida Loca" de Ricky Martin | Mainstream Top 40 — Sencillo N.º 1 17 de julio de 1999 - 30 de julio de 1999       | Sucesor: "All Star" de Smash Mouth             |